# Cryptogemma
Cryptogemma é um gênero de gastrópodes pertencente à família Turridae.

## Espécies
De acordo com Zaccharias et al. (2020) este gênero deve incluir apenas:
- Cryptogemma aethiopica (Thiele, 1925)
- Cryptogemma periscelida (Dall, 1889)
- Cryptogemma phymatias (Watson, 1886)
- Cryptogemma powelli Zaharias, Kantor, Fedosov, Criscione, Hallan, Kano, Bardin & Puillandre, 2020
- Cryptogemma praesignis (Smith, 1895)
- Cryptogemma tessellata (Powell, 1964)
- Cryptogemma timorensis (Tesch, 1915)
- Cryptogemma unilineata (Powell, 1964).

As demais devem ser excluídas deste gênero por não possuírem característica-chave como a concha fusiforme estreita e o seio anal periférico bem marcado. Eles mostram mais semelhanças com outras famílias Conoidea (como Horaiclavidae) do que com Turridae.
Espécies do gênero Cryptogemma incluem (de acordo com WoRMS):
- Cryptogemma aethiopica (Thiele, 1925)
- Cryptogemma calypso Dall, 1919[4]
- Cryptogemma chilensis (Berry, 1968)
- Cryptogemma chrysothemis Dall, 1919[5]
- Cryptogemma cornea (Okutani, 1966)[6]
- Cryptogemma eldorana (Dall, 1908)[7]
- Cryptogemma japonica (Okutani, 1964)
- Cryptogemma longicostata Sysoev & Kantor, 1986[8]
- Cryptogemma oregonensis Dall, 1919[9]
- Cryptogemma periscelida (Dall, 1889)
- Cryptogemma phymatias (Watson, 1886)[10]
- Cryptogemma polystephanus (Dall, 1908)[11]
- Cryptogemma powelli Zaharias, Kantor, Fedosov, Criscione, Hallan, Kano, Bardin & Puillandre, 2020
- Cryptogemma praesignis (E. A. Smith, 1895)
- Cryptogemma quentinensis Dall, 1919[12]
- Cryptogemma tessellata (Powell, 1967)
- Cryptogemma timorensis (Tesch, 1915)
- Cryptogemma unilineata (Powell, 1967)

Espécies trazidas para a sinonímia
- Cryptogemma adrastia Dall, 1919: sinônimo de Carinoturris adrastia (Dall, 1919) (combinação original)
- Cryptogemma antigone Dall, 1919: sinônimo de Antiplanes antigone (Dall, 1919) (combinação original)
- Cryptogemma benthima (Dall, 1908):[13] sinônimo de Cryptogemma phymatias (R. B. Watson, 1886)
- Cryptogemma eidola Dall, W.H., 1919: sinônimo de Borsonella callicesta (Dall, 1902)
- Cryptogemma polycaste Dall, 1919: sinônimo de Carinoturris polycaste (Dall, 1919) (combinação original)